# فرودگاه صحار
فرودگاه صحار (به انگلیسی: Sohar Airport) یک فرودگاه نظامی و همگانی است. این فرودگاه در شهر صحار کشور عمان قرار دارد.

## شرکت‌های هواپیمایی و مقصدهای پروازی
| شرکت‌های هواپیمایی | مقصدهای پروازی |
| ----------------- | -------------- |
| هواپیمایی قطر     | حمد            |
| ایر عربیا         | شارجه          |
| Salam Air         | فصلی: صلاله    |